# Университет Анже
Университет Анже — французский университет, относится к академии Нанта. Основан в 1971 году.

## История
История университета начинается в средние века, когда король Франции Карл V своим указом основывает Университет права, теологии и медицины. В 1462 году официально признан папой римским Евгений IV. В 1875 году университет возрождается как Западный Католический Университет. В 1971 году в Анже основывается современный университет на базе университетского научного центра (1958), технологического университетского института (1966), юридического университетского коллежа, филологического университетского коллежа. Таким образов в Анже представлены два университета: государственный университет Анже и частный Западный Католический Университет.

## Структура
В состав университета Анже входят 6 факультетов, технологический институт и инженерная школа.
Факультеты:
- Факультет языков, филологии и гуманитарных наук.
- Факультет права, экономики и управления.
- Факультет точных наук.
- Факультет медицины.
- Факультет фармацевтики и инженерии здоровья.
- IMIS-ESTHUA-ITBS — Институт технического обслуживания недвижимости и безопасности, высшее образование в сфере туризма и гостиничного бизнеса, инженерия туризма, зданий и сферы услуг.